# 14 de fevereiro
14 de fevereiro é o 45.º dia do ano no calendário gregoriano. Faltam 320 dias para acabar o ano (321 em anos bissextos).

## Eventos históricos

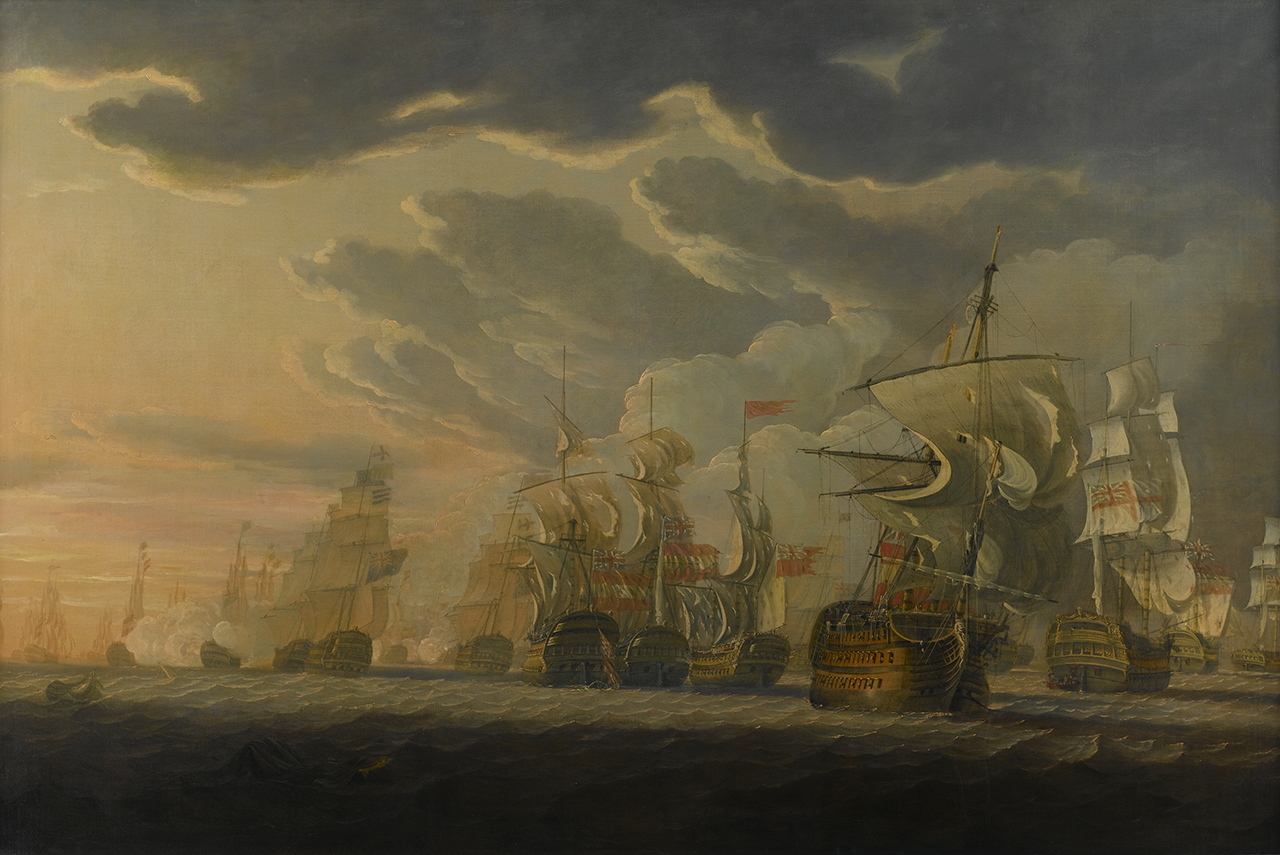
1797: Batalha do Cabo São Vicente

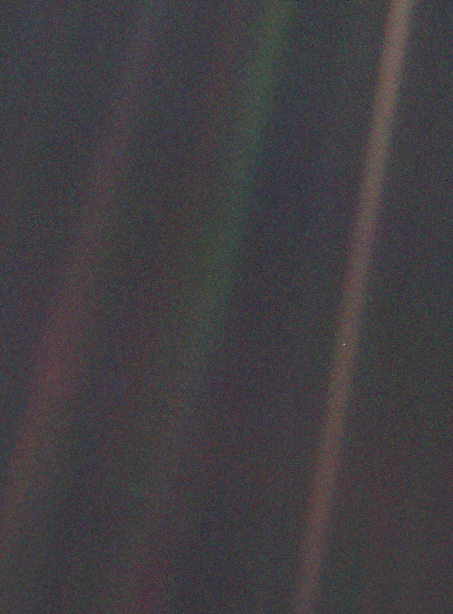
1990: o Pálido Ponto Azul

2005: Lançamento do YouTube

- 0842 — Os monarcas irmãos, Carlos, o Calvo, rei da Frância Ocidental (atual França), e Luís, o Germânico, rei da Frância Oriental (atual Alemanha), pronunciam os Juramentos de Estrasburgo nas línguas francesa e alemã. A primeira atestação da existência da língua francesa.
- 1014 — Papa Bento VIII coroa Henrique II, rei da Baviera, Germânia e Itália, como Imperador Romano-Germânico.
- 1076 — Papa Gregório VII excomunga Henrique IV do Sacro Império Romano-Germânico (atual Alemanha).
- 1130 — A conturbada eleição papal de 1130 expõe uma divisão dentro do Colégio dos Cardeais.
- 1530 — Conquistadores espanhóis, liderados por Nuño de Guzmán, derrubam e executam Tangaxuán II, o último monarca independente do atual estado de Tarascan, no atual centro do México.
- 1655 — Os indígenas mapuches lançam ataques coordenados contra os espanhóis no Chile, iniciando a revolta mapuche de 1655.
- 1556 — Coroação de Aquebar como governante do Império Mogol (no atual norte da Índia).
- 1630 — Dá-se início à fase de resistência às Invasões holandesas no Brasil.
- 1655 — Guerra de Arauco: os mapuches, sob o comando de seu líder militar eleito, Clentaru, revoltam-se contra os espanhóis na atual região central do Chile.
- 1779 — James Cook é morto por nativos havaianos perto de Kealakekua, ilha do Havaí.
- 1782 — Criada a Companhia dos Guarda Marinha da Armada portuguesa.
- 1797 — Guerras revolucionárias francesas: Batalha do Cabo São Vicente: John Jervis e Horatio Nelson levam a Marinha Real Britânica à vitória sobre uma frota espanhola em ação perto de Gibraltar.
- 1804 — Jorge Negro lidera a Primeira Revolta Sérvia contra o Império Otomano.
- 1876 — Alexander Graham Bell solicita uma patente para o telefone, assim como Elisha Gray.
- 1879 — Início da Guerra do Pacífico quando as forças armadas chilenas ocupam a cidade portuária boliviana de Antofagasta.
- 1918 — Rússia Soviética adota o calendário gregoriano (em 1 de fevereiro de acordo com o calendário juliano).
- 1919 — Início da Guerra Polaco-Soviética.
- 1920 — Primeira onda do feminismo: Fundada em Chicago a Liga das Mulheres Eleitoras.
- 1924 — Computing-Tabulating-Recording Company muda seu nome para International Business Machines Corporation (IBM).
- 1929 — Massacre do Dia de São Valentim: sete pessoas, seis deles gângsters rivais da gangue de Al Capone, são assassinadas em Chicago.
- 1943 — Segunda Guerra Mundial: Rostov-on-Don, a Rússia é libertada.
- 1945 — Segunda Guerra Mundial:
  - Bombardeamento de Dresden: a Força Aérea Real Britânica e as Forças Aéreas do Exército dos Estados Unidos começam a bombardear Dresden.
  - Um erro de navegação leva ao bombardeio equivocado de Praga, na Tchecoslováquia, por um esquadrão americano de B-17 que operava na ofensiva soviética Vistula-Oder.
  - Mostar é libertada pelos partisans iugoslavos.
- 1949 — Knesset (o parlamento israelense) se reúne pela primeira vez.
- 1950 — Assinado o Tratado de Amizade, Aliança e Assistência Mútua Sino-Soviético.
- 1954 — Primeira Guerra da Indochina: a guarnição francesa em Đắk Đoa é invadida pelo Viet Minh após um cerco de uma semana.[1]
- 1961 — Descoberta dos elementos químicos: o Elemento 103, Laurêncio, é sintetizado pela primeira vez na Universidade da Califórnia em Berkeley.
- 1989
  - Union Carbide concorda em pagar US$ 470 milhões ao governo indiano por danos causados no Desastre de Bhopal de 1984.
  - Ruhollah Khomeini, líder supremo do Irã, emite uma fátua, que encoraja os muçulmanos a matar Salman Rushdie, autor de The Satanic Verses.
- 1990 — Nave espacial Voyager 1 tira uma fotografia da Terra, que mais tarde se tornou famosa como Pálido Ponto Azul.
- 2000 — Espaçonave NEAR Shoemaker entra em órbita ao redor do asteroide 433 Eros, a primeira espaçonave a orbitar um asteroide.
- 2003 — Guerra do Iraque: o presidente executivo da UNMOVIC, Hans Blix, informa ao Conselho de Segurança das Nações Unidas que os inspetores de desarmamento não encontraram armas de destruição em massa no Iraque baathista.[2]
- 2005
  - YouTube é lançado por um grupo de estudantes universitários, posteriormente se tornando o maior serviço de armazenamento de vídeos do mundo e uma fonte principal de vídeos virais.
  - Em Beirute, 23 pessoas, incluindo o ex-primeiro-ministro Rafic Hariri, são mortas quando o equivalente a cerca de 1 000 kg de TNT é detonado enquanto a carreata de Hariri atravessa a cidade.[3]
- 2011 — Como parte da Primavera Árabe, a Revolta no Bahrein começa com um “Dia de Fúria”.
- 2015 — Primeiro dia dos ataques terroristas em Copenhague contra um evento sobre liberdade de expressão em frente a uma sinagoga.
- 2018
  - Massacre na Stoneman Douglas High School na Região Metropolitana do Sul da Flórida é um dos assassínios em massa mais letais em escolas, com 17 mortes e 15 feridos.
  - Jacob Zuma renuncia ao cargo de presidente da África do Sul.

## Nascimentos

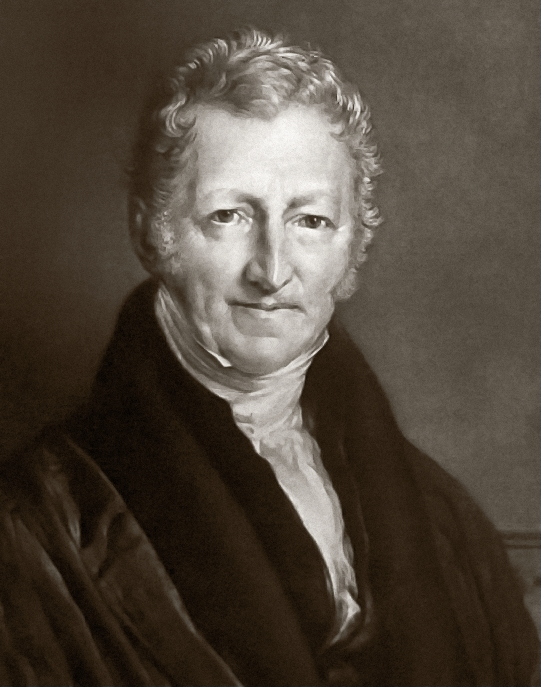
Thomas Malthus

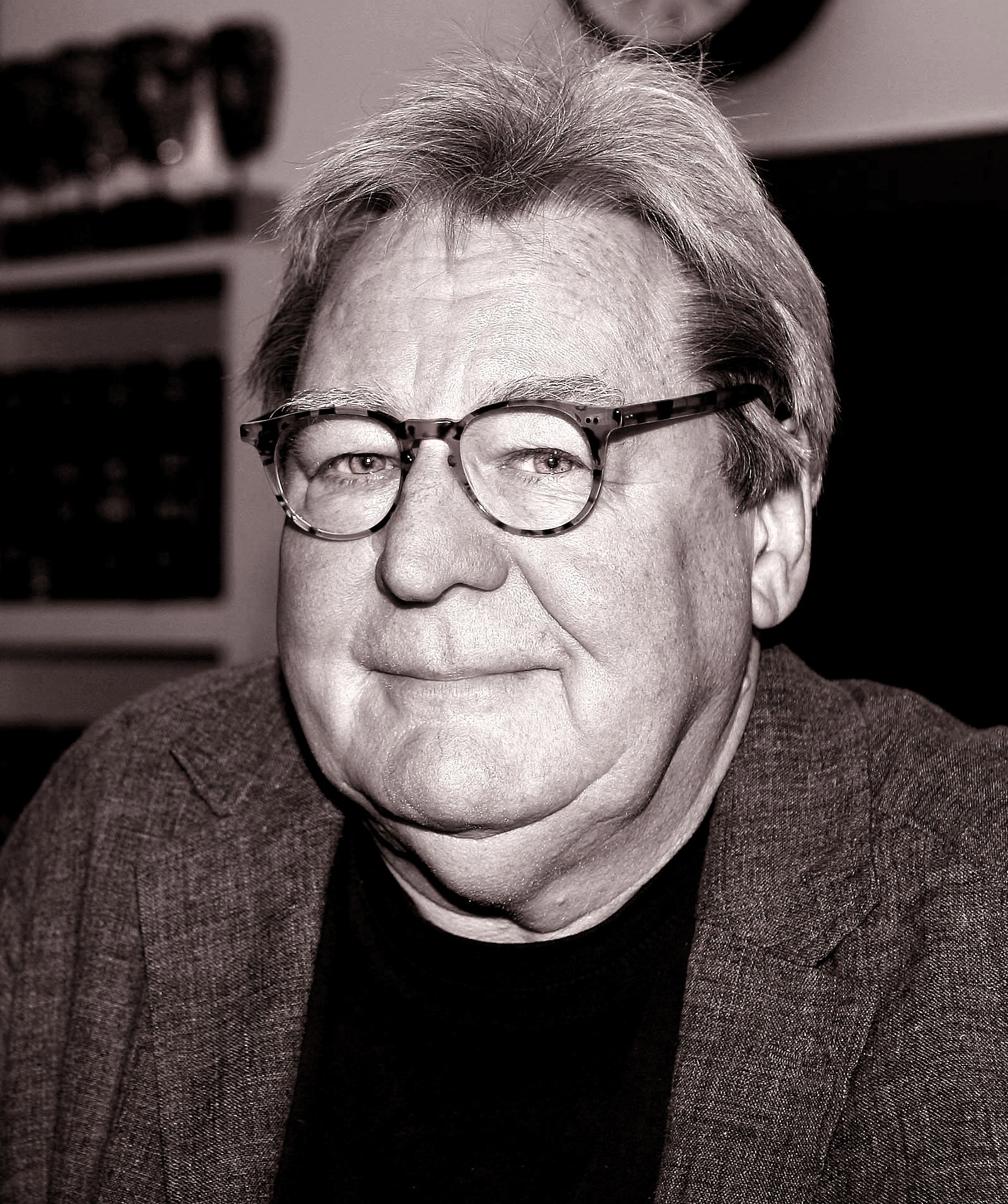
Alan Parker

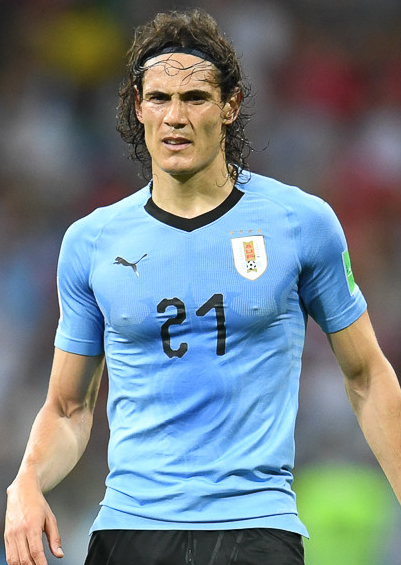
Edinson Cavani

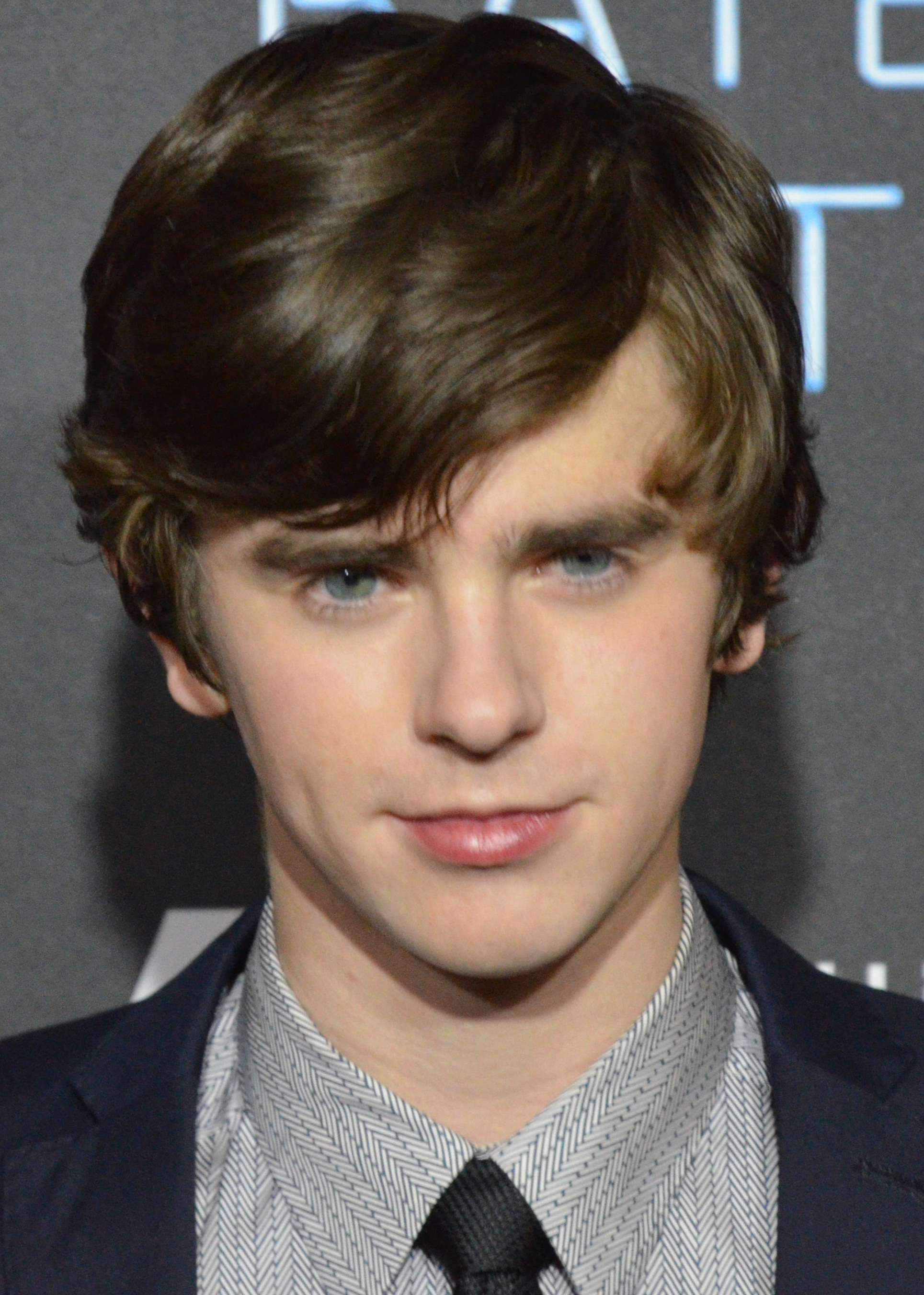
Freddie Highmore

### Anterior ao século XIX
- 1368 — Sigismundo do Sacro Império Romano-Germânico (m. 1437).
- 1404 — Leon Battista Alberti, pintor, poeta e filósofo italiano (m. 1472).
- 1408 — John FitzAlan, 14.º Conde de Arundel (m. 1435).
- 1448 — Nanina de Médici, nobre italiana (m. 1493).
- 1468 — Johannes Werner, padre e matemático alemão (m. 1522).
- 1483 — Babur, imperador mogol (m. 1530).
- 1545 — Lucrécia de Médici, Duquesa de Ferrara (m. 1561).
- 1602 — Francesco Cavalli, compositor italiano (m. 1676).
- 1603 — Leonor Sofia de Eslésvico-Holsácia-Sonderburgo (m. 1675).
- 1614 — John Wilkins, bispo, acadêmico e filósofo natural inglês (m. 1672).
- 1625 — Maria Eufrosina de Zweibrücken-Kleeburg, princesa sueca (m. 1687).
- 1628 — Valentine Greatrakes, curandeiro irlandês (m. 1683).
- 1766 — Thomas Malthus, filósofo britânico (m. 1834).
- 1778 — Fernando Sor, compositor e violonista espanhol (m. 1839).
- 1800 — Emory Washburn, historiador, advogado e político americano (m. 1877).

### Século XIX
- 1807
  - Ernest Legouvé, dramaturgo francês (m. 1903).
  - Max Emanuel Ainmiller, pintor alemão (m. 1870).
- 1819 — Christopher Sholes, jornalista e político americano (m. 1890).
- 1821 — Mary Lee, sufragista irlandesa (m. 1909).
- 1824 — Winfield Hancock, general e político americano (m. 1886).
- 1828 — Edmond About, jornalista e escritor francês (m. 1885).
- 1847 — Anna Howard Shaw, médica, pastora e ativista americana (m. 1919).Reginaldo Rossi

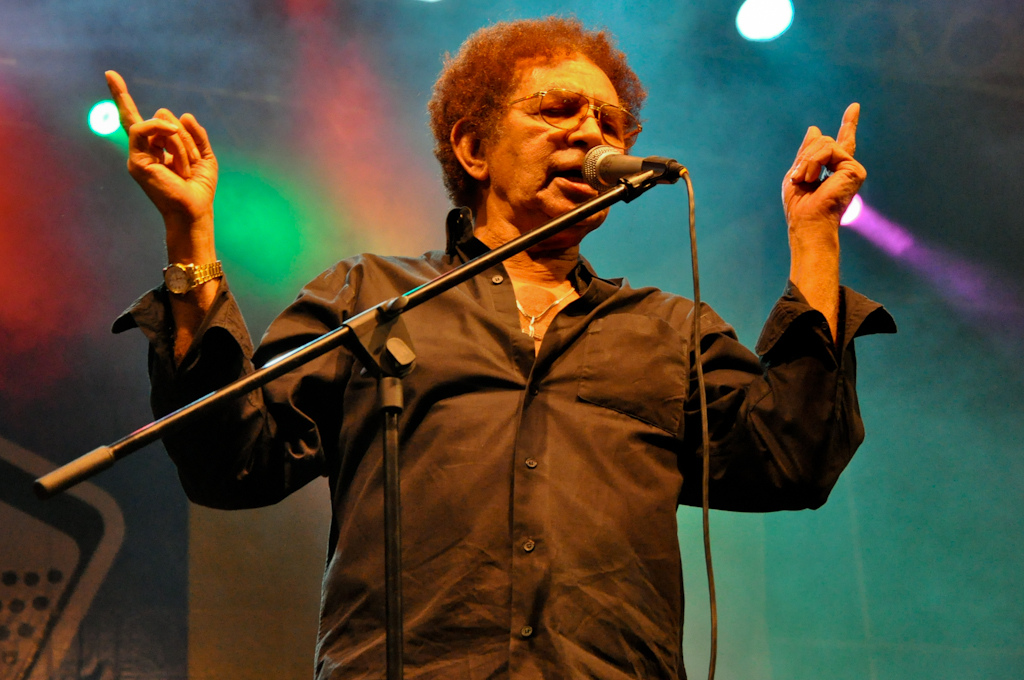
Reginaldo Rossi

- 1848 — Benjamin Baillaud, astrônomo e acadêmico francês (m. 1934).
- 1853 — Conde de Agrolongo, empresário luso-brasileiro (m. 1929).
- 1854 — Camille Vidart, educadora, tradutora e ativista suíça (m. 1930).
- 1855
  - João Franco, político português (m. 1929).
  - Vsevolod Garshin, escritor russo (m. 1888).
- 1859 — George Ferris, engenheiro americano (m. 1896).
- 1869 — Charles Thomson Rees Wilson, físico e meteorologista britânico (m. 1959).
- 1870 — Knut Frænkel, engenheiro e explorador sueco (m. 1897).
- 1878 — Julius Nieuwland, padre, químico e acadêmico belga (m. 1936).
- 1882
  - John Barrymore, ator americano (m. 1942).
  - George Jean Nathan, crítico e editor de teatro estadunidense (m. 1958).
- 1894 — Jack Benny, ator e produtor americano (m. 1974).
- 1895
  - Wilhelm Burgdorf, general alemão (m. 1945).
  - Max Horkheimer, filósofo e sociólogo alemão (m. 1973).
- 1898 — Fritz Zwicky, físico e astrônomo suíço-americano (m. 1974).

### Século XX

#### 1901–1950
- 1902 — Sofia de Luxemburgo (m. 1941).
- 1903 — Stuart Erwin, ator americano (m. 1967).
- 1905 — Thelma Ritter, atriz norte-americana (m. 1969).
- 1907 — Sven Andersson, futebolista sueco (m. 1981).
- 1911 — Willem Johan Kolff, médico e inventor neerlandês (m. 2009).
- 1912 — Tibor Sekelj, advogado, explorador e escritor húngaro (m. 1988).
- 1913 — Jimmy Hoffa, líder sindical americano (m. 1975).
- 1916
  - Marcel Bigeard, general francês (m. 2010).
  - Edward Platt, ator americano (m. 1974).
- 1917 — Herbert Hauptman, matemático e acadêmico estadunidense (m. 2011).
- 1918 — Jacob do Bandolim, bandolinista e compositor brasileiro (m. 1969).
- 1920 — Albert Barillé, cartunista, produtor de televisão e roteirista francês (m. 2009).
- 1921 — Hugh Downs, jornalista, apresentador de game show e produtor americano (m. 2020).
- 1923
  - Carmélia Alves, cantora brasileira (m. 2012).
  - Joy Lofthouse, aviadora britânica (m. 2017).
- 1924 — Patricia Knatchbull, 2.ª Condessa Mountbatten da Birmânia (m. 2017).
- 1925 — Helmut Schaefer, matemático alemão (m. 2005).
- 1926 — Héctor Vilches, futebolista uruguaio (m. 1998).
- 1927
  - Lois Maxwell, modelo e atriz canadense-australiana (m. 2007).
  - Newton Mendonça, músico brasileiro (m. 1960).
- 1929 — Vic Morrow, ator e diretor americano (m. 1982).
- 1930 — Carlos Zara, ator brasileiro (m. 2002).
- 1931
  - Bernie Geoffrion, jogador e treinador de hóquei no gelo canadense-americano (m. 2006).
  - Augusto de Campos, poeta, tradutor e ensaísta brasileiro.
  - Nílton De Sordi, futebolista brasileiro (m. 2013).
- 1932
  - Harriet Andersson, atriz sueca.
  - Karol Kennedy, patinadora artística norte-americana (m. 2004).
- 1934 — Florence Henderson, atriz e cantora americana (m. 2016).
- 1936 — David Yonggi Cho, religioso sul-coreano (m. 2021).
- 1937 — Magic Sam, cantor e guitarrista americano (m. 1969).
- 1939
  - Blowfly, cantor, compositor e produtor americano (m. 2016).
  - Eugene Fama, economista e acadêmico americano.
- 1941 — Inocêncio Mártires Coelho, jurista e professor brasileiro.
- 1942
  - Michael Bloomberg, empresário e político norte-americano.
  - Andrew Robinson, ator e diretor americano.
  - Ricardo Rodríguez, automobilista mexicano (m. 1962).
- 1943
  - Maceo Parker, saxofonista estadunidense.
  - Aaron Russo, diretor e produtor de cinema americano (m. 2007).
  - Reginaldo Rossi, cantor e compositor brasileiro (m. 2013)
- 1944
  - Carl Bernstein, jornalista e escritor americano.
  - Alan Parker, diretor, produtor e roteirista britânico (m. 2020).
  - Ronnie Peterson, automobilista sueco (m. 1978).
- 1945
  - Hans-Adam II do Liechtenstein.
  - Ladislao Mazurkiewicz, futebolista uruguaio (m. 2013).
- 1946
  - Bernard Dowiyogo, político nauruense (m. 2003).
  - Dicró, cantor e compositor brasileiro (m. 2012).
  - Gregory Hines, ator, cantor e bailarino norte-americano (m. 2003).
- 1947
  - Tim Buckley, cantor, compositor e guitarrista americano (m. 1975).
  - Pham Tuan, astronauta vietnamita.
  - Judd Gregg, advogado e político estadunidense.
- 1948 — Imara Reis, atriz brasileira.
- 1949 — Dirk Baert, ex-ciclista belga.
- 1950 — Phil Dent, ex-tenista australiano.

#### 1951–2000
- 1951
  - Kevin Keegan, ex-futebolista e treinador de futebol britânico.
  - Sylvain Sylvain, guitarrista egípcio (m. 2021).
- 1952
  - Sushma Swaraj, advogada e política indiana (m. 2019).
  - Gwyneth Jones, escritora britânica.
- 1953
  - Hans Krankl, ex-futebolista e treinador de futebol austríaco.
  - Manoel da Silva Costa, futebolista brasileiro (m. 2015).
- 1954 — Richard Scott, 10.º Duque de Buccleuch.
- 1955
  - Roberto César, ex-futebolista brasileiro.
  - Guillermo Francella, ator e humorista argentino.
  - Billy Milligan, criminoso norte-americano (m. 2015).
- 1956
  - Howard Davis Jr., pugilista norte-americano (m. 2015).
  - Reinhold Hintermaier, ex-futebolista e treinador de futebol austríaco.
- 1957 — Soile Isokoski, soprano e atriz finlandesa.
- 1958 — Smbat Lputian, enxadrista armênio.
- 1959 — Renée Fleming, soprano e atriz americana.
- 1960
  - Jim Kelly, ex-jogador de futebol americano e empresário estadunidense.
  - Meg Tilly, atriz e escritora americana.
  - Jocelyn Pook, compositora e violista britânica.
- 1962 — Sakina Jaffrey, atriz norte-americana.
- 1963 — Enrico Colantoni, ator, diretor e produtor de cinema canadense.
- 1964
  - Gianni Bugno, ex-ciclista e dirigente esportivo italiano.
  - Gustavo Dezotti, ex-futebolista argentino.
  - Rodolfo Torre Cantú, médico e político mexicano (m. 2010).
- 1966 — Eszter Mátéfi, ex-handebolista húngara.
- 1967
  - Manuela Maleeva, ex-tenista búlgaro-suíça.
  - Mark Rutte, empresário e político neerlandês.
- 1968
  - Scott Sharp, ex-automobilista norte-americano.
  - Gheorghe Craioveanu, ex-futebolista romeno.
- 1969 — Adriana Behar, ex-jogadora de vôlei de praia brasileira.
- 1970
  - Giuseppe Guerini, ex-ciclista italiano.
  - Simon Pegg, ator, diretor e produtor de cinema britânico.
  - Heinrich Schmieder, ator alemão (m. 2010).
- 1971
  - Gheorghe Mureşan, ex-jogador de basquete romeno.
  - Maurício Torres, apresentador de televisão e locutor esportivo brasileiro (m. 2014).
  - Nelson Frazier, Jr., wrestler norte-americano (m. 2014).
- 1972
  - Drew Bledsoe, ex-jogador e treinador de futebol americano estadunidense.
  - Najwa Nimri, atriz e cantora espanhola.
  - Rob Thomas, cantor e compositor americano.
- 1973
  - Annalisa Buffa, matemática italiana.
  - Yuka Satō, ex-patinadora artística japonesa.
- 1974
  - Valentina Vezzali, ex-esgrimista e política italiana.
  - Alexandre Peixe, cantor e compositor brasileiro.
  - Philippe Léonard, ex-futebolista belga.
- 1975 — Índio, ex-futebolista brasileiro.
- 1976
  - Liv Kristine, cantora e compositora norueguesa.
  - Erica Leerhsen, atriz norte-americana.
- 1977
  - Cadel Evans, ex-ciclista australiano.
  - Jim Jefferies, comediante e ator australiano.
  - Anna Erschler, matemática russa.
- 1978
  - Richard Hamilton, ex-jogador de basquete americano.
  - Darius Songaila, ex-jogador e treinador de basquete lituano.
  - Danai Gurira, atriz norte-americana.
- 1979
  - Josh Senter, roteirista e produtor de cinema americano.
  - Piero Alva, ex-futebolista peruano.
  - Jocelyn Quivrin, ator francês (m. 2009).
- 1980
  - César Navas, ex-futebolista espanhol.
  - Nicholas Santos, nadador brasileiro.
- 1981
  - Matteo Brighi, ex-futebolista italiano.
  - Randy de Puniet, motociclista francês.
  - Jared Lorenzen, jogador de futebol americano estadunidense (m. 2019).
  - Kim Hwan-Sung, cantor sul-coreano, membro do NRG (m. 2000).
- 1982
  - Ricardo Mangualde, futebolista português.
  - İbrahim Çelikkol, ator, modelo e ex-jogador de basquete turco.
- 1983
  - Bacary Sagna, ex-futebolista francês.
  - Manuel Poggiali, motociclista e ex-jogador de futsal samarinês.
- 1984
  - Matt Barr, ator norte-americano.
  - Nikita Gorbunov, futebolista turcomeno.
- 1985
  - Karima Adebibe, modelo e atriz britânica.
  - Jurema Ferraz, modelo angolana.
  - Philippe Senderos, ex-futebolista suíço.
  - Maycon Freitas, ex-futebolista brasileiro.
  - Adolfo Machado, ex-futebolista panamenho.
  - Havana Brown, DJ, cantora e dançarina australiana.
  - Jake Lacy, ator norte-americano.
- 1986
  - Michael Ammermüller, automobilista alemão.
  - Tiffany Thornton, atriz, cantora e apresentadora norte-americana.
  - Moacir, futebolista brasileiro.
  - Jan Bakelants, ex-ciclista belga.
  - Juliano Mineiro, ex-futebolista brasileiro.
  - Gao Lin, futebolista chinês.
- 1987
  - Edinson Cavani, futebolista uruguaio.
  - Muriel, futebolista brasileiro.
  - José Cubero, futebolista costarriquenho.
- 1988
  - Asia Nitollano, cantora e dançarina americana.
  - Katie Boland, atriz, produtora e roteirista canadense.
  - Ángel Di María, futebolista argentino.
  - Evgeny Korolev, ex-tenista cazaque.
- 1989 — Adam Matuszczyk, futebolista polonês.
- 1990
  - Lucca, futebolista brasileiro.
  - Brett Dier, ator canadense.
- 1991
  - Orlando Berrío, futebolista colombiano.
  - Karol G, cantora colombiana.
  - Guillaume Van Keirsbulck, ciclista belga.
- 1992
  - Freddie Highmore, ator britânico.
  - Lucarelli, jogador de vôlei brasileiro.
  - Christian Eriksen, futebolista dinamarquês.
- 1993
  - Shane Harper, ator, dançarino e cantor norte-americano.
  - Nicolás Castillo, futebolista chileno.
  - Jefferson Orejuela, futebolista equatoriano.
  - Alberto Rosende, ator e cantor norte-americano.
- 1994
  - Paul Butcher, ator norte-americano.
  - Terence Kongolo, futebolista neerlandês.
- 1995
  - Diego Fagúndez, futebolista uruguaio.
  - Charlotte Bonnet, nadadora francesa.
- 1996
  - Lucas Hernández, futebolista francês.
  - Bethany Firth, nadadora paralímpica britânica.
  - Viktor Kovalenko, futebolista ucraniano.
  - Cyril Barthe, ciclista francês.
- 1997
  - Jaehyun, cantor e ator sul-coreano.
  - Jeremy Ebobisse, futebolista camaronês-americano.
  - Madison Iseman, atriz norte-americana.
  - Breel Embolo, futebolista suíço.
- 1998 — Taylor Knibb, triatleta norte-americana.
- 1999 — Tyler Adams, futebolista norte-americano.
- 2000 — Zhang Changhong, atirador esportivo chinês.

### Século XXI
- 2002
  - Caroline Marks, surfista estadunidense.
  - Nick Woltemade, futebolista alemão.
- 2004 — Alicja Klasik, esgrimista polonesa.
- 2005 — Jakrapatr Kaewpanpong, ator, cantor, dançarino, pianista e violonista tailandês.

## Mortes

### Anterior ao século XIX
- 1009 — Bruno de Querfurt, bispo missionário alemão (n. 974).
- 1010 — Fujiwara no Korechika, nobre japonês (n. 974).
- 1140
  - Leão I, príncipe armênio (n. ?).
  - Sobeslau I da Boêmia (n. 1075).
- 1318
  - Henrique I de Brandemburgo-Stendal (n. 1256).
  - Margarida de França, Rainha da Inglaterra (n. 1279).
- 1400 — Ricardo II da Inglaterra (n. 1367).
- 1440 — Teodorico, Conde de Oldemburgo, nobre alemão (n. 1398).
- 1444 — Henriqueta de Montbéliard (n. c. 1387).
- 1676 — Abraham Bosse, gravador e ilustrador francês (n. 1602).
- 1714 — Maria Luísa de Saboia, rainha da Espanha (n. 1688).
- 1779 — James Cook, capitão, cartógrafo e explorador britânico (n. 1729).
- 1780 — William Blackstone, jurista e político britânico (n. 1723).
- 1782 — Singu Min, rei birmanês (n. 1756).

### Século XIX
- 1831
  - Vicente Guerrero, general e político mexicano (n. 1782).
  - Henry Maudslay, engenheiro britânico (n. 1771).
- 1872 — Mariano Procópio, engenheiro e político brasileiro (n. 1821).
- 1881 — Fernando Wood, comerciante e político americano (n. 1812).
- 1885 — Jules Vallès, jornalista e escritor francês (n. 1832).
- 1891 — William Tecumseh Sherman, general estadunidense (n. 1820).
- 1894 — Eugène Charles Catalan, matemático e acadêmico franco-belga (n. 1814).

### Século XX
- 1910 — Giovanni Passannante, anarquista italiano (n. 1849).
- 1923 — Manuel Querino, historiador brasileiro (n. 1851).
- 1929 — Tom Burke, velocista, treinador e advogado americano (n. 1875).
- 1933 — Carl Correns, botânico e geneticista alemão (n. 1864).
- 1943
  - Dora Gerson, atriz e cantora alemã (n. 1899).
  - David Hilbert, matemático, físico e filósofo russo-alemão (n. 1862).
- 1950 — Karl Guthe Jansky, físico e engenheiro americano (n. 1905).
- 1952 — Maurice De Waele, ciclista belga (n. 1896).
- 1958 — Abdur Rab Nishtar, político paquistanês (n. 1899).
- 1959 — Baby Dodds, baterista estadunidense (n. 1898).
- 1967 — Lawrence Beesley, jornalista britânico (n. 1877).
- 1969 — Vito Genovese, criminoso ítalo-americano (n. 1897).
- 1975
  - Julian Huxley, biólogo e eugenista britânico (n. 1887).
  - P. G. Wodehouse, romancista e dramaturgo britânico (n. 1881).
- 1981 — Franz de Castro Holzwarth, advogado brasileiro (n. 1942).
- 1983 — Lina Radke, corredora e treinadora alemã (n. 1903).
- 1987 — Dmitriy Borisovich Kabalevskiy, pianista e compositor russo (n. 1904).
- 1989 — James Bond, ornitólogo e zoólogo americano (n. 1900).
- 1994
  - Andrei Chikatilo, assassino em série russo (n. 1936).
  - Pietro Belluschi, arquiteto ítalo-estadunidense (n. 1899).
- 1995 — Michael V. Gazzo, ator e dramaturgo americano (n. 1923).
- 1996
  - Taiguara, cantor, compositor e instrumentista brasileiro (n. 1952).
  - Bob Paisley, futebolista e treinador britânico (n. 1919).
- 1997 — Constantino Amstalden,  bispo católico brasileiro (n. 1920).
- 1999 — John Ehrlichman, advogado e político americano (n. 1925).

### Século XXI
- 2002
  - Nándor Hidegkuti, futebolista e treinador de futebol húngaro (n. 1922).
  - Mick Tucker, baterista britânico (n. 1947).
- 2004
  - Marco Pantani, ciclista italiano (n. 1970).
  - Simplício, humorista brasileiro (n. 1916).
  - Yang Xinhai, assassino em série chinês (n. 1968).
- 2005 — Rafik Hariri, empresário e político libanês (n. 1944).
- 2007 — Carlos Coimbra, ator e produtor de cinema brasileiro (n. 1927).
- 2009
  - Louie Bellson, baterista e compositor americano (n. 1924).
  - Kiprono Mutai, maratonista queniano (n. 1986).
- 2010
  - Dick Francis, jóquei e escritor britânico (n. 1920).
  - José Ricardo de León, futebolista e treinador uruguaio (n. 1923).
- 2011 — George Shearing, pianista e compositor anglo-americano (n. 1919).
- 2013
  - Ronald Dworkin, filósofo e estudioso americano (n. 1931).
  - Reeva Steenkamp, modelo sul-africana (n. 1983).
- 2014 — Tom Finney, futebolista britânico (n. 1922).
- 2015
  - Louis Jourdan, ator e cantor franco-americano (n. 1921).
  - Philip Levine, poeta e acadêmico americano (n. 1928).
  - Franjo Mihalić, velocista e treinador croata-sérvio (n. 1920).
- 2017 — Edson de Godoy Bueno, médico e empresário brasileiro (n. 1943).
- 2018
  - Ruud Lubbers, político e diplomata neerlandês (n. 1939).
  - Morgan Tsvangirai, político zimbabuano (n. 1952).
- 2019 — Carlos Apolinário, político brasileiro (n. 1952).
- 2020 — John Shrapnel, ator inglês (n. 1942).
- 2021 — Carlos Menem, político, advogado e estadista argentino (n. 1930).
- 2023 — Shoichiro Toyoda, empresário japonês (n. 1925).
- 2025
  - Cacá Diegues, cineasta brasileiro (n. 1940).
  - Alice Hirson, atriz estadunidense (n. 1929).

## Feriados e eventos cíclicos
- São Valentim - Dia dos Namorados
- Dia Internacional da Doação de Livros
- Dia Nacional do Brega[4]

### Cristianismo
- Cirilo, o Filósofo
- João Batista da Conceição
- Metódio
- Valentim

## Outros calendários
- No calendário romano era o 16.º dia (XVI) antes das calendas de março.
- No calendário litúrgico tem a letra dominical C para o dia da semana.
- No calendário gregoriano a epacta do dia é xv.